# 마틴 브로턴
마틴 브로턴 경(Sir Martin Broughton, 1947년 4월 15일~)은 영국의 기업인으로, 영국 항공의 회장이다. 2010년 잉글랜드 프리미어리그 리버풀 FC의 회장을 지냈다.

## 일생과 경력
런던 출생으로 2000년 5월 상무 이사로 영국 항공에 들어가 2003년 11월과 2004년 7월 회장이 되었고, 2010년 4월 리버풀 FC의 새 회장이 되었다.
2011년 Knight Bachelor(기사작위)에 서임되었다.

## 같이 보기
- 리버풀 FC